# 水のルージュ
「水のルージュ」（みずのルージュ）は、小泉今日子の21枚目のシングル。1987年2月25日にビクター音楽産業から発売された。5月1日には、同曲にリミックスを施した12インチシングルがリリースされた。

## 概要
表題曲「水のルージュ」はカネボウ化粧品1987年春の口紅 ″AQUA ROUGE″ のCMソングとし
て採用され、CMには小泉本人が出演した。本来サビ部分のハモリは下のメロディーだが、小泉本人は「こっちの方が綺麗」との理由でテレビ等では上のメロディーを歌っていた。

### 背景
大手企業のタイアップが付いたことや小泉の新たな一面を探すという意味もあり、ディレクターの田村充義は本作で絶対に1位を獲らなくてはいけないと思ったという。楽曲としての強固さを求め、作詞を松本隆、作曲を筒美京平という盤石の布陣で制作された。松本はカネボウ化粧品のCM担当者との打ち合わせにも加わり、″瑞々しく潤う唇″ をイメージして詞を膨らませていった。作曲を担当した筒美は、小泉のシングルとしては初めてハウスに近いダンスビートを取り入れ、クールなサウンドの中にも強いビート感のある曲を目指して制作した。本作はスタッフの思惑通りオリコンチャート1位を獲得した。
同年5月1日には、ディレクターの田村がリミックスを担当した ″DANCING MIX″ と題されたリミックス・ヴァージョンが、1985年に22枚目のシングルとして発売された「ハートブレイカー」以来となる12インチ・シングル規格でリリースされた（品番:SJX-901）。1987年6月4日付オリコンシングルチャートにて、12インチ・シングル盤が前週36位から100位圏外にランクダウン。当時の同チャートで最も高位から翌週100位圏外へ下落した曲となった。
アルバム『Phantasien』（1987年）には土屋昌巳・中村哲が編曲を担当した別ヴァージョン ″Berlin Version″ で収録。『KOIZUMI IN THE HOUSE』（1989年）には ″Break 'ACID' Beats MIX″ と題されたリミックス・ヴァージョンで収録された。
1991年11月には8cmCDがリリースされた（カップリングは「Smile Again」）。

## 収録曲
全作詞：松本隆／作曲：筒美京平／編曲：大村雅朗

### 水のルージュ
1. 水のルージュ
2. Kiss

### 水のルージュ（12インチ）
1. 水のルージュ（DANCING MIX）
  - REMIX：MITSUYOSHI TAMURA
2. サイン入りエッチングディスク（盤面刻印のみ）

### 水のルージュ／Smile Again
1. 水のルージュ
2. Smile Again
3. 水のルージュ（カラオケ）
4. Smile Again（カラオケ）

## カバー
- 金澤豊：2024年3月27日リリースの20thシングル（デジタルシングル）としてカバー。

## 参考資料
- 松永良平:著『コイズミクロニクル〜コンプリートシングルベスト 1982-2017〜 初回特典「コイズミシングル～小泉今日子と50のシングル物語」』ビクターエンタテインメント、2017年5月17日。